# نوویتا
نوویتا (انگلیسی: Nóvita) یک منطقه مسکونی در کشور کلمبیا است.